# Lulú, la caixa de Pandora
|  | «La capsa de Pandora» redirigeix aquí. Si cerqueu l'element mitològic, vegeu «Capsa de Pandora». |

Lulú, la caixa de Pandora o La capsa de Pandora. Variacions sobre el tema de la Lulu (alemany: Die Büchse der Pandora) és una pel·lícula muda alemanya de la República de Weimar, dirigida per Georg Wilhelm Pabst, basada lliurement en les novel·les de Frank Wedekind Erdgeist (L'esperit de la Terra; 1895) i Die Büchse der Pandora (1904), que es va estrenar el 30 de gener de 1929. Va ser dirigida pel cineasta austríac Georg Wilhelm Pabst i protagonitzada per l'estatunidenca Louise Brooks. La trama gira al voltant de l'agitada vida sentimental i desventures de la jove Lulú, seductora i irreflexiva. Els intertítols han estat traduïts al català.

## Argument
és una jove i impulsiva artista de vodevil, de naturalesa desinhibida i sexualitat lliure, que provoca la perdició de gairebé tots els que la coneixen. Contreu matrimoni amb un respectable editor de periòdics, el Dr. Schön, però aviat el condueix a la bogeria. En una discussió causada per un atac de gelosia, ella el mata accidentalment en intentar arrabassar-li una pistola. En el judici és trobada culpable de homicidi però s'escapa de la justícia amb l'ajuda del seu antic proxeneta (a qui ella considera com un pare) i del fill del seu marit mort, Alwa, que també està enamorat d'ella. Després de passar diversos mesos en una timba de joc il·legal a França, on Lulú és gairebé venuda com una esclava, escapa i acaba amb els seus amics en una miserable golfa a Londres.
Portada per la pobresa a la prostitució, Lulú troba la seva perdició a Nit de Nadal a les mans del seu primer client, Jack l'esbudellador. Li diu que no té diners, però a ella li agrada i el convida a la seva golfa. Jack, commogut, tira el seu ganivet sense que s'adoni. Però una vegada a l'interior, veu un altre ganivet sobre una taula, i no pot resistir l'impuls de matar-la. Sense saber el que està ocorrent, al carrer, Alwa decideix abandonar-la i s'uneix a una desfilada de l'Exèrcit de Salvació.

## Repartiment
- Louise Brooks: Lulú
- Fritz Kortner: Dr. Ludwig Schön
- Francis Lederer: Alwa Schön, fill de Dr. Ludwig Schön[4]
- Carl Goetz: Schigolch, suposadament l'antic fanfarró de Lulú.[4]
- Krafft-Raschig: Rodrigo Quast
- Alice Roberts: comtessa Anna Geschwitz, amant lesbiana de Lulú[4]
- Daisy D'Ora: promesa del Dr. Schön
- Gustav Diessl: Jack l'esbudellador
- Michael von Newlinsky: marquès Casti-Piani
- Sigfried Arno: director d'escena

## Producció
Lulú, la caixa de Pandora a havia estat adaptada a la pantalla gran per Arzén von Cserépy en 1921 a Alemanya sota el mateix títol, amb Asta Nielsen en el paper de Lulú. Com hi havia un musical, obres de teatre i altres adaptacions cinematogràfiques en aquest moment, la història era ben coneguda en la cultura alemanya de l'època. Això va permetre a Pabst prendre's algunes llicències en la història desenvolupada en la seva pel·lícula.
Pabst s'havia fixat en Brooks per al paper després de veure-la en A Girl in Every Port (1928) i va tractar de demanar-la en préstec a la Paramount, però la productora no va donar a conèixer l'oferta a l'actriu fins que ella va abandonar l'estudi després d'una disputa salarial. L'opció inicial de Pabst havia estat Marlene Dietrich, però la veia massa dona fatal, mentre que Brooks conjuminava erotisme i innocència.

## Temes
La pel·lícula destaca per la seva subtrama lèsbica amb l'atracció del personatge de la comtessa Augusta Geschwitz (en altres impresos Anna Geschwitz) interpretat per l'actriu belga Alice Roberts, cap a Lulú. Mostra l'estereotip de la lesbiana amb aspecte i actituds masculins, vestint esmòquing. Roberts es va resistir a la idea de representar a una lesbiana.
El títol fa referència a la Pandora mitològica, que en obrir la caixa que li havien lliurat els déus va alliberar tots els mals del món, deixant tancada només a l'esperança. En la pel·lícula, aquesta connexió és citada explícitament pel fiscal en l'escena del judici.

## Censura
Després de la seva estrena a Alemanya, Pabst va ser acusat de fer una "versió escandalosa" de les obres de Wedekind, presentant a Lulú com "una devoradora d'homes". Els crítics berlinesos van rebutjar la cinta com una "paròdia" de l'original. La presentació de la comtessa com a lesbiana també va ser criticada, així com la interpretació de Brooks. Els historiadors cinematogràfics consideren les ires contra l'actriu com a producte que no era alemanya.
La pel·lícula va ser projectada en diversos països amb diversos metratges, segons els talls de cada censura. A França la pel·lícula va ser editada per a convertir a Alwa en el secretari de Schon en lloc del seu fill i la comtessa es va convertir en una amiga de la infància de Lulú, eliminant la subtrama lèsbica entre elles; Lulú resulta innocent en el judici d'aquesta versió i no apareix al final amb Jack l'Esbudellador sinó que Lulú acaba incorporant-se a l'Exèrcit de Salvació. Aquesta versió modificada va ser la també estrenada al Regne Unit i els Estats Units.

## Recepció
La pel·lícula va ser redescoberta per la crítica en els anys 1950 rebent l'aclamació d'aquesta. Els crítics moderns ara consideren la pel·lícula un dels clàssics del cinema alemany de la república de Weimar al costat de cintes com El gabinet del Dr. Caligari, Metropolis, Der Letzte Mann, i Der blaue Engel.
En 2009, Hugh Hefner va finançar la restauració de la pel·lícula en la seva versió íntegra, que després va ser projectada en el Festival de Cinema Mut de San Francisco de 2012. En el seu programa, el festival va assenyalar: "Com una pel·lícula fortament censurada que tracta sobre els efectes psicològics de la repressió sexual, La Caixa de Pandora compleix amb els dos objectius caritatius de Hefner: l'expressió artística i una nova pel·lícula pristina, ambdues finalment desplegades després de dècades de frustració."

## En la cultura popular
El grup OMD va dedicar la seva cançó Pandora's Box de l'àlbum Sugar Tax (1991) a Louise Brooks. En el videoclip del tema, apareixen imatges i escenes de la pel·lícula.